# 岩手県議会靖国神社訴訟
岩手県靖国神社訴訟（いわてけんやすくにじんじゃそしょう）とは、1979年12月19日に岩手県議会が内閣総理大臣（当時は大平正芳）宛に靖国神社へ公式参拝を実現させるようにと決議した事に対して、住民団体「北上政教分離を守る会」（渡部敬直牧師ら）が、この決議が日本国憲法が定める政教分離の原則に反するとして、政府に対する陳情書に要した印刷代・用紙代・旅費を県当局に返還せよと求めた訴訟である。
また、訴訟の途中において岩手県が1962年から靖国神社からの要請で毎年、玉串料や献灯料を支出していたことが発覚したため、その公費も合わせて返還する訴訟もあわせてひとつの事件として審理された。

## 1審判決
1987年3月5日に盛岡地方裁判所は、いずれも合憲の判断を示し、住民らの訴えを全面的に退けた。
首相の公式参拝について、「公人と私人とは不可分であり、内閣総理大臣等は私人として思想及び良心、信教の自由を有し、かつまた政治的中立を要求されない公人たる政治家として、自己の信念に従って行動しうることはいうまでもなく、そして、憲法が保障する基本的人権のうち思想及び良心、信教の自由の如きは天賦の人権の最たるものであって、国家に優先することは何人も否定しえず、公人であることによってこれを制限することは許されないところであるから、その自然人の発露としての参拝を行うにつき、一方では私人として許容され、他方では公人として否定されるということはありえない」として、私人の行動までも公人であることを理由に制限することはできないとして、首相が公式参拝するしないも個人の自由であるから、許容できるとした。
また、岩手県の玉串料の支出は「戦没者への儀礼」として許容できるとした。

## 2審判決と上告却下
1991年1月10日に仙台高等裁判所（糟谷忠男裁判長）は住民からの請求を棄却する原告敗訴の判決を下した。この判決は、主文は住民からの請求を棄却する原告敗訴であった一方で、理由の中では、首相が公式参拝するのは国家体制が他の宗教団体に比して靖国神社を特別視しているとの認識を国民に与えるため違憲であるとの認識を示した。この判決は、違憲判断を示した点では画期的であったが、その違憲判断が主文とは相応していないという点では異例の判決であり、そのため「違憲判断は傍論でなされたものに過ぎず、ねじれ判決だ」と消極評価する主張（下記参照）が生じることにもなった。
岩手県当局は形式上訴訟では勝訴していたが、県による新たな玉ぐし料支出行為が違憲とされたことを不服として1991年3月に上告した。しかし民事訴訟法の規定により上告状の提出を受けた仙台高裁は「判決主文で全面勝訴している以上、上告の理由はない」として上告を却下した。
これを受け県は最高裁判所に特別抗告したが、最高裁第二小法廷は1991年9月4日に「特別抗告は決定や命令に憲法解釈の誤りや違憲がある場合に限られる」とした民事訴訟法419条ノ2（当時）を根拠に「抗告の理由がない」として抗告を却下した。

## 2審判決の影響
判決理由には、判決理由(ratio decidendi)つまり、判決の結論を直接に理由付ける部分、と傍論(obiter dictum)つまり、判決の結論にとって関係のない部分がある。本件に関して最も問題な点は、勝訴した側に不利益な法解釈や事実認定が傍論でなされると、上訴によって更生することができなくなってしまうことである。詳しくは、傍論#下級裁判所における「ねじれ判決」を参照のこと。本件の仙台高裁判決以降、請求を棄却しておきながら傍論により違憲判断を示す判決がいくつか見られるようになった。
また、傍論に先例拘束性があるかについても争いがあるが、仙台高裁判決が傍論で示した判断は、以後の中曾根首相公式参拝（1985年8月15日）に対する九州靖国神社公式参拝違憲訴訟における1992年2月28日の福岡高裁判決や、関西靖国公式参拝訴訟における1992年7月30日の大阪高裁判決で参照されている。
なお、県当局による玉串料支出については、1997年に最高裁は「愛媛県靖国神社玉串料訴訟」において違憲判決を下し、政教分離に違反するとの判例が確定した。